# E' de' det här du kallar kärlek?
E' de' det här du kallar kärlek är en låt från 1986 med text och musik av Lasse Holm. I den svenska Melodifestivalen 1986 var låten det vinnande bidraget och framfördes av Holm själv och Monica Törnell. De utsågs att representera Sverige i Eurovision Song Contest samma år, där låten slutade på femte plats.

## ESC-historik
Anders Berglund var dirigent i ESC. Denna låt var en snabb och lättsam melodi som utöver Lasse och Monica bestod av tre bakgrundssångare, Vicki Benckert uppklädd som ett franskt hembiträde, den andre med en brittisk utstyrsel (Lennart Sjöholm) med plommonstop och paraply och den tredje som den starke mannen på cirkus (Leif Ingdahl), som var klädd i en baddräkt från 1927. Denna klädsel hade ingenting med låten att göra, vilket kanske bidrog till låtens originella stil. Mitt i låten dök även Sten Carlberg upp i låten, naken från midjan och uppåt, spelande på elgitarr. Låten lyftes så pass mycket att den del av orkestern som inte var aktiv under låtens framförande stod upp och klappade takten, vilket enligt den norske kommentatorn aldrig hade hänt tidigare. Till detta hade man även tänkt att kasta konfetti på scenen, men detta fick man inte tillåtelse att göra.
Bidraget mottogs med blandade reaktioner. Den brittiske TV-kommentatorn Terry Wogan drog på andan efter bidraget med reaktionen "Well, that was an experience wasn't it?". Daniella Simons som representerade Schweiz var kritisk till framförandet och menade att Lasse Holm hade använt pianot på ett respektlöst sätt, när han hoppade upp på det (vilket inte syntes i TV-sändningen).
Låten fick som bäst 12 poäng från Island och Schweiz, och låg som bäst till på tredje plats, efter andra och sjätte omröstningen. Det svenska bidraget fick till sist ihop 78 poäng, vilket gav femteplatsen. Låten kom också i engelsk version med något förändrat textinnehåll och titeln Another Kind of Loving.

## Singelutgivningar
E' de' det här du kallar kärlek? utgavs på singel med låten En kärleksmagi (av och med Lasse Holm) på baksidan. Skivnumret är Mariann MAS 2454. På försäljningslistan för singlar i Sverige nådde den som bäst 18:e plats. Melodin låg på Svensktoppen i fem veckor under perioden 27 april-25 maj 1986, med femteplats som högsta placering där .
Den engelskspråkiga versionen utgavs i Sverige som baksida på Lasse Holms singel Canelloni, Macaroni (Pizzeria Fantasia) (Mariann MAS 2456). Internationell utgåva var Another Kind of Loving/E' de' det här du kallar kärlek? (västtysk pressning Hansa 108 249, nederländsk pressning Dureco Benelux 5127, portugisisk pressning Duplisom SG-3002).

## Coverversioner
I samband med svenska Melodifestivalen 2010 tolkade Timo Räisänen & Hanna Eklöf låten .

## Listplaceringar
| Lista (1986) | Position |
| ------------ | -------- |
| Sverige      | 17       |